# Dinocrocuta
Dinocrocuta (Динокрокута — „страшна хијена”) је изумрли род мачколиких звијери из изумрле породице Percrocutidae, који је у периоду од средњег до касног Миоцена настањивао подручје јужне Европе, Африке и Азије.

## Етимологија назива
Назив овог рода води поријекло од:
- старогрчке ријечи деинос (стгрч. δεινός), што значи страшан,
- и рода Crocuta.

Назив врсте Dinocrocuta algeriensis у преводу значи „страшна алжирска хијена”, врсте Dinocrocuta gigantea значи „страшна дивовска хијена”, врсте Dinocrocuta salonicae значи „страшна солунска хијена”, а врсте Dinocrocuta senyureki значи „страшна хијена из Сењурека”.

## Опис
Врсте из рода Dinocrocuta су посједовале снажне вилице са којима су могли да створе снажан угриз, са којим су могли да дробе кости. Све врсте из рода Dinocrocuta су биле много веће од данашњи хијена, поготово највећа врста Dinocrocuta gigantea. Према мјерењима, ова врста је у просјеку тежила између 150 до 250 kg, но највећи забиљежени примјерак је тежио 380 kg, био је дуг 2,1 m и висок у раменима 1,3 m, а лобања је досезала дужину од 43 cm.

## Понашање и палеоекологија
Врсте из рода Dinocrocuta су биле невјероватни моћни предатори и лешинари. Иако се не зна дали су припадници врста из рода Dinocrocuta водили усамљенички живот или живот у чопору, зна се да су били способни да улове животиње које су много веће од њих. На једној пронађеној лобањи женке изумрлог кљоватог носорога из рода Chilotherium су откривени трагови зуба који одговарају врсти Dinocrocuta gigantea. Ови трагови су се налазили на челу ове животиње и указују на зацјељивање рана. Из овог се може закључити да је напад на овог носорога био неуспјешан и да се ова врста налазила на јеловнику врсте Dinocrocuta gigantea.

## Систематика

### Класификација
| Врсте:                           | Распрострањеност фосила и локација: | Временски распон:        |
| -------------------------------- | --- | ------------------------ |
| †D. algeriensis (Lydekker, 1884) | Алжир (покрајина Маскара) | 11,6 до 9,0 мил. год.    |
| †D. gigantea (Schlosser, 1903)   | Бугарска (околина Благоевграда) · Грчка · Индија · Иран · Молдавија · Монголија · Кина (покрајина Шенси) · Пакистан · Турска · Шпанија | 11,60 до 5,332 мил. год. |
| †D. salonicae (Andrews, 1918)    | Грчка (периферија Средишња Македонија)                                                                                                 | 9,70 до 7,75 мил. год.   |
| †D. senyureki (Ozansoy, 1957)    | Кина (Тибет) · Либија · Турска | 11,10 до 7,75 мил. год.  |

### Филогенетско стабло
Доље приказан кладограм представља филогенетске везе рода Dinocrocuta.

|  | [[Мунгоси\|Herpestidae (sensu stricto)]] |
|  |                                          |
|  | Eupleridae                               |
|  |                                          |

|  | [[Хијене\|Hyaenidae (sensu stricto)]] |
|  |                                       |
|  | †Lophocyonidae                        |
|  |                                       |

|  | †Dinocrocuta salonicae |
|  |                        |
|  | †Dinocrocuta senyureki |
|  |                        |

|  | †Dinocrocuta algeriensis |
|  |                          |
|  | †Dinocrocuta gigantea    |
|  |                          |

|  | †Dinocrocuta salonicae |
|  |                        |
|  | †Dinocrocuta senyureki |
|  |                        |

|  | †Dinocrocuta algeriensis |
|  |                          |
|  | †Dinocrocuta gigantea    |
|  |                          |

|  | †Dinocrocuta salonicae |
|  |                        |
|  | †Dinocrocuta senyureki |
|  |                        |

|  | †Dinocrocuta algeriensis |
|  |                          |
|  | †Dinocrocuta gigantea    |
|  |                          |

|  | †Dinocrocuta salonicae |
|  |                        |
|  | †Dinocrocuta senyureki |
|  |                        |

|  | †Dinocrocuta algeriensis |
|  |                          |
|  | †Dinocrocuta gigantea    |
|  |                          |

|  | [[Хијене\|Hyaenidae (sensu stricto)]] |
|  |                                       |
|  | †Lophocyonidae                        |
|  |                                       |

|  | †Dinocrocuta salonicae |
|  |                        |
|  | †Dinocrocuta senyureki |
|  |                        |

|  | †Dinocrocuta algeriensis |
|  |                          |
|  | †Dinocrocuta gigantea    |
|  |                          |

|  | †Dinocrocuta salonicae |
|  |                        |
|  | †Dinocrocuta senyureki |
|  |                        |

|  | †Dinocrocuta algeriensis |
|  |                          |
|  | †Dinocrocuta gigantea    |
|  |                          |

|  | †Dinocrocuta salonicae |
|  |                        |
|  | †Dinocrocuta senyureki |
|  |                        |

|  | †Dinocrocuta algeriensis |
|  |                          |
|  | †Dinocrocuta gigantea    |
|  |                          |

|  | †Dinocrocuta salonicae |
|  |                        |
|  | †Dinocrocuta senyureki |
|  |                        |

|  | †Dinocrocuta algeriensis |
|  |                          |
|  | †Dinocrocuta gigantea    |
|  |                          |

|  | [[Мунгоси\|Herpestidae (sensu stricto)]] |
|  |                                          |
|  | Eupleridae                               |
|  |                                          |

|  | [[Хијене\|Hyaenidae (sensu stricto)]] |
|  |                                       |
|  | †Lophocyonidae                        |
|  |                                       |

|  | †Dinocrocuta salonicae |
|  |                        |
|  | †Dinocrocuta senyureki |
|  |                        |

|  | †Dinocrocuta algeriensis |
|  |                          |
|  | †Dinocrocuta gigantea    |
|  |                          |

|  | †Dinocrocuta salonicae |
|  |                        |
|  | †Dinocrocuta senyureki |
|  |                        |

|  | †Dinocrocuta algeriensis |
|  |                          |
|  | †Dinocrocuta gigantea    |
|  |                          |

|  | †Dinocrocuta salonicae |
|  |                        |
|  | †Dinocrocuta senyureki |
|  |                        |

|  | †Dinocrocuta algeriensis |
|  |                          |
|  | †Dinocrocuta gigantea    |
|  |                          |

|  | †Dinocrocuta salonicae |
|  |                        |
|  | †Dinocrocuta senyureki |
|  |                        |

|  | †Dinocrocuta algeriensis |
|  |                          |
|  | †Dinocrocuta gigantea    |
|  |                          |

|  | [[Хијене\|Hyaenidae (sensu stricto)]] |
|  |                                       |
|  | †Lophocyonidae                        |
|  |                                       |

|  | †Dinocrocuta salonicae |
|  |                        |
|  | †Dinocrocuta senyureki |
|  |                        |

|  | †Dinocrocuta algeriensis |
|  |                          |
|  | †Dinocrocuta gigantea    |
|  |                          |

|  | †Dinocrocuta salonicae |
|  |                        |
|  | †Dinocrocuta senyureki |
|  |                        |

|  | †Dinocrocuta algeriensis |
|  |                          |
|  | †Dinocrocuta gigantea    |
|  |                          |

|  | †Dinocrocuta salonicae |
|  |                        |
|  | †Dinocrocuta senyureki |
|  |                        |

|  | †Dinocrocuta algeriensis |
|  |                          |
|  | †Dinocrocuta gigantea    |
|  |                          |

|  | †Dinocrocuta salonicae |
|  |                        |
|  | †Dinocrocuta senyureki |
|  |                        |

|  | †Dinocrocuta algeriensis |
|  |                          |
|  | †Dinocrocuta gigantea    |
|  |                          |